# 凤头鹀
凤头鹀（学名：Emberiza lathami）又名鳳頭鵐，为鵐科下凤头鹀属的唯一鸟类物种，俗名凤头雀。
牠的體型與麻雀相仿，雄鳥具有黑色身體和紅棕色的翅膀與尾巴，而雌鳥的顏色對比較少，呈現暗棕色。雄雌鳥都擁有顯著的冠羽。此物種曾因其獨特的冠羽被歸類於單型屬 Melophus。該物種在亞洲有廣泛但零星的分布，主要棲息於開闊且乾燥的環境，分布範圍橫跨不同的海拔高度。喜馬拉雅山高海拔地區的族群會隨季節進行海拔遷徙。冬季時牠們更加群居。

## 描述
雄鳥有明顯的冠羽、黃灰色的喙，黑色的身體羽毛與紅棕色的翅膀和尾羽形成對比。雌鳥的冠羽較短，身體整體呈現暗橄欖棕色，並帶有深棕色條紋。雌鳥的翅膀和尾羽邊緣有肉桂色，喙呈灰色。非繁殖期的雄鳥為灰棕色，亞成鳥則有黑色的羽端於紅棕色的主覆羽上。
該物種曾被歸類於單型屬 Melophus，但基於DNA序列的系統發育顯示，牠實際上隸屬於其他鵐屬物種之中。 雖然印度半島的族群曾被賦予亞種名稱subcristata，但牠們與其他族群之間並無外形上的差異，因此被認為是單型種。牠們被發現擁有40對染色體。

## 亚种
- 凤头鹀指名亚种（学名：Melophus lathami lathami）。分布于缅甸、印度以及中国大陆的浙江、江西、湖南、广西、广东、四川、云南、贵州等地。该物种的模式产地在中国和印度。[8]

## 分布
冠鵐分布於印度的喜馬拉雅山脈沿線，隨季節進行海拔遷徙。牠們也分布於印度南部的平原地區，向西延伸至古吉拉特邦和拉賈斯坦邦，並分布於印度中部及半島地區，東至中國、寮國、泰國、越南和印尼。
牠們棲息於開闊的多刺灌木叢、岩石乾燥的山坡、草原及稀樹草原。冬季時牠們更為群居，形成鳥群，有時會與其他雀科、鵐科及百靈科的鳥類一起覓食。牠們常於早晨和傍晚造訪小型水域。

## 行為
在繁殖季節，雄鳥會站在高處的植物上鳴唱。曾觀察到雄鳥展開求偶行為，包括展翅、翹尾，並繞著雌鳥行走。在圈養環境下，雄鳥會拾起一些築築巢材料料，繞著雌鳥轉圈，翅膀下垂，尾羽展開。 牠們主要以各種植物的種子為食，但也會捕食白蟻的有翅成蟲。覓食時，鳥群之間會以短促的尖叫聲保持聯繫。
牠們在夏季繁殖（圈養環境的實驗顯示牠們對長日照有反應），築巢於地面的石牆或岩石庇護下，巢呈杯狀，由細纖維和毛髮構成。每窩產3到4枚白色的卵，上面有綠色或紅色斑點，斑點在卵的寬端較密集。
在中國，有觀察到橄欖背太陽鳥在冠鵐巢附近，為冠鵐的幼鳥餵食。 在尼泊爾南部，曾有捕獵者捕捉此種鳥類作為食物的紀錄。」

## 圖庫

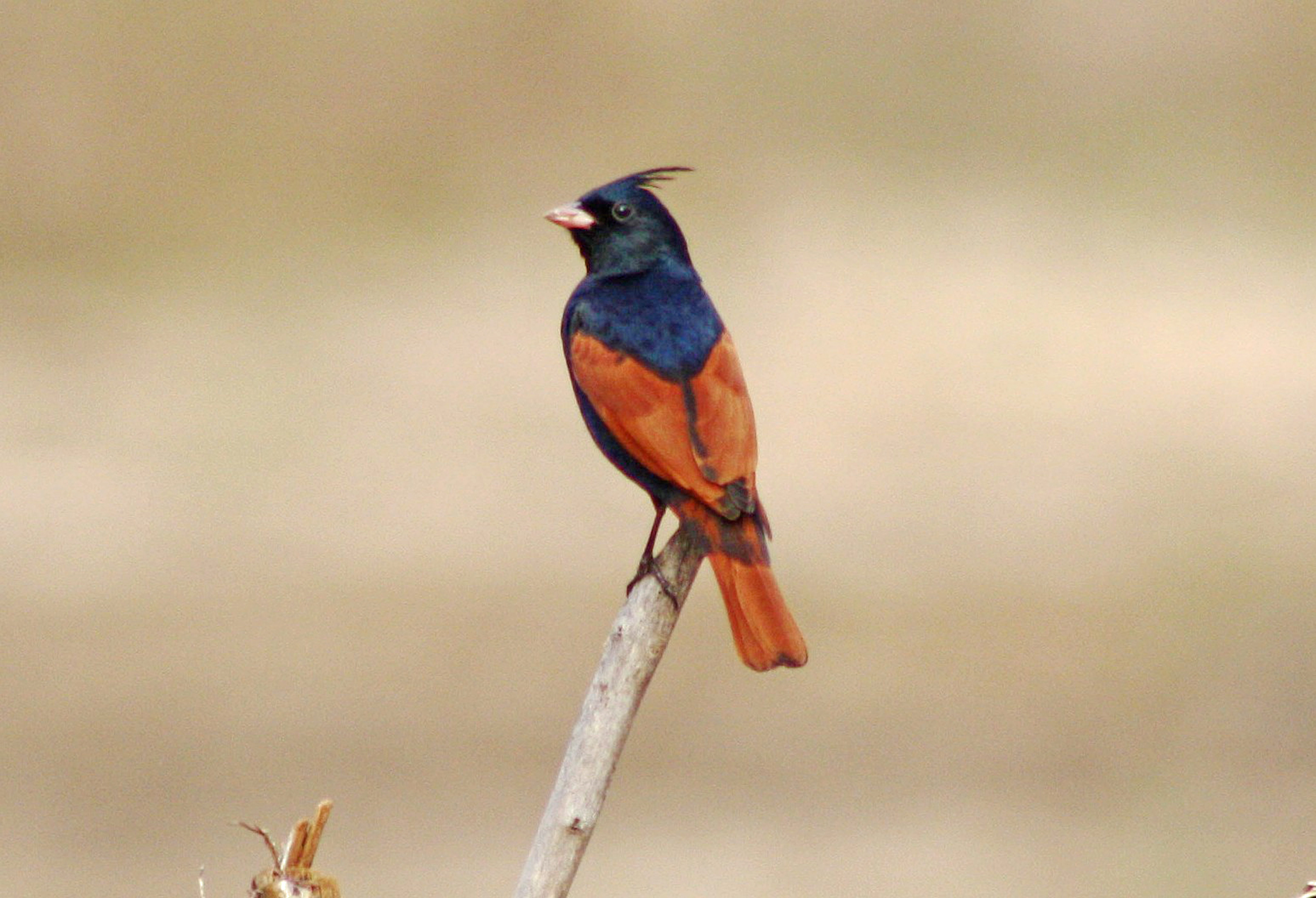
凤头鹀 Melophus lathami
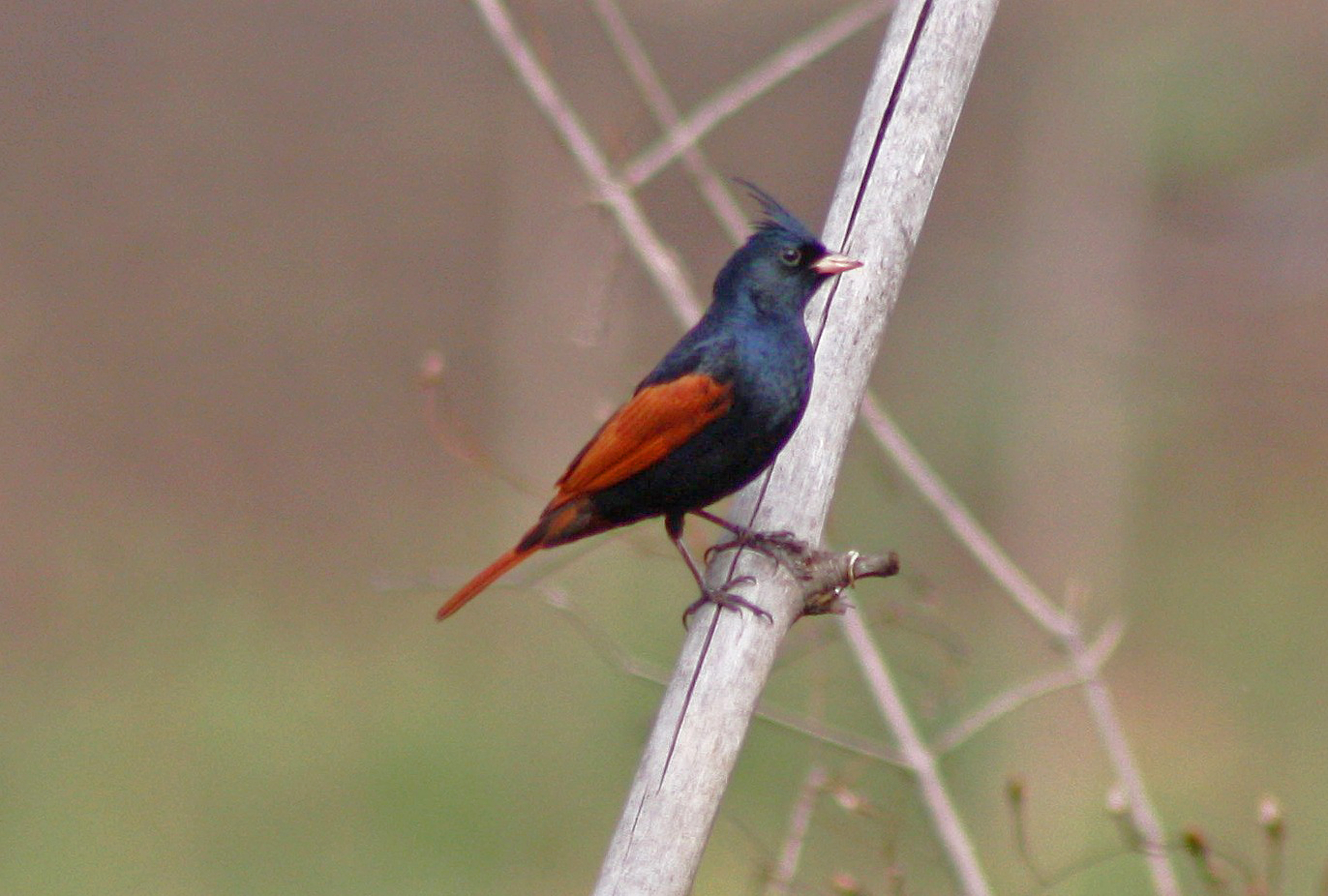
攝於印度馬哈拉施特拉邦 - 2010.2.10
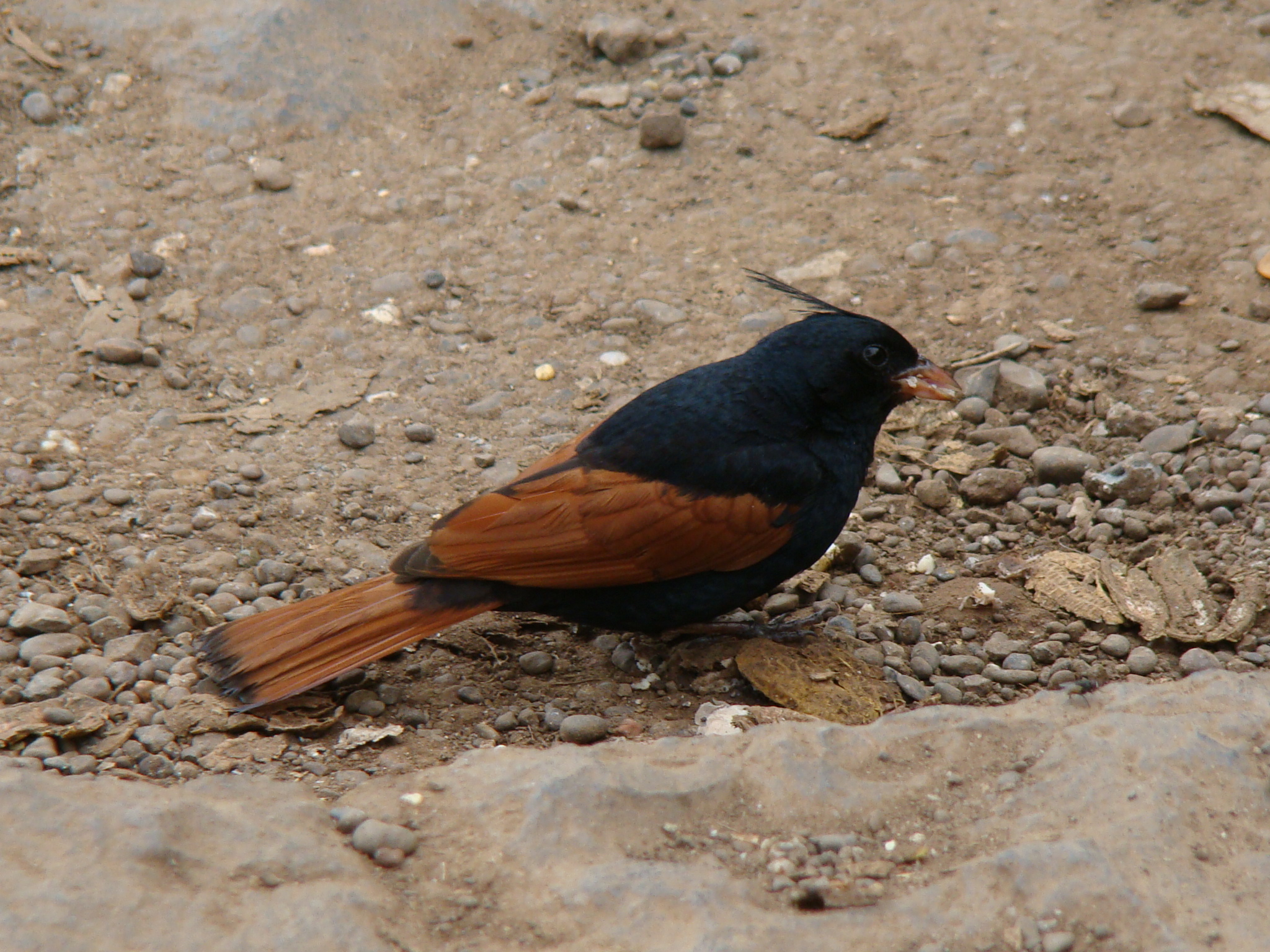
Crested Bunting photographed at Sinhagad Fort, 浦那, 印度 - 2010.6.27
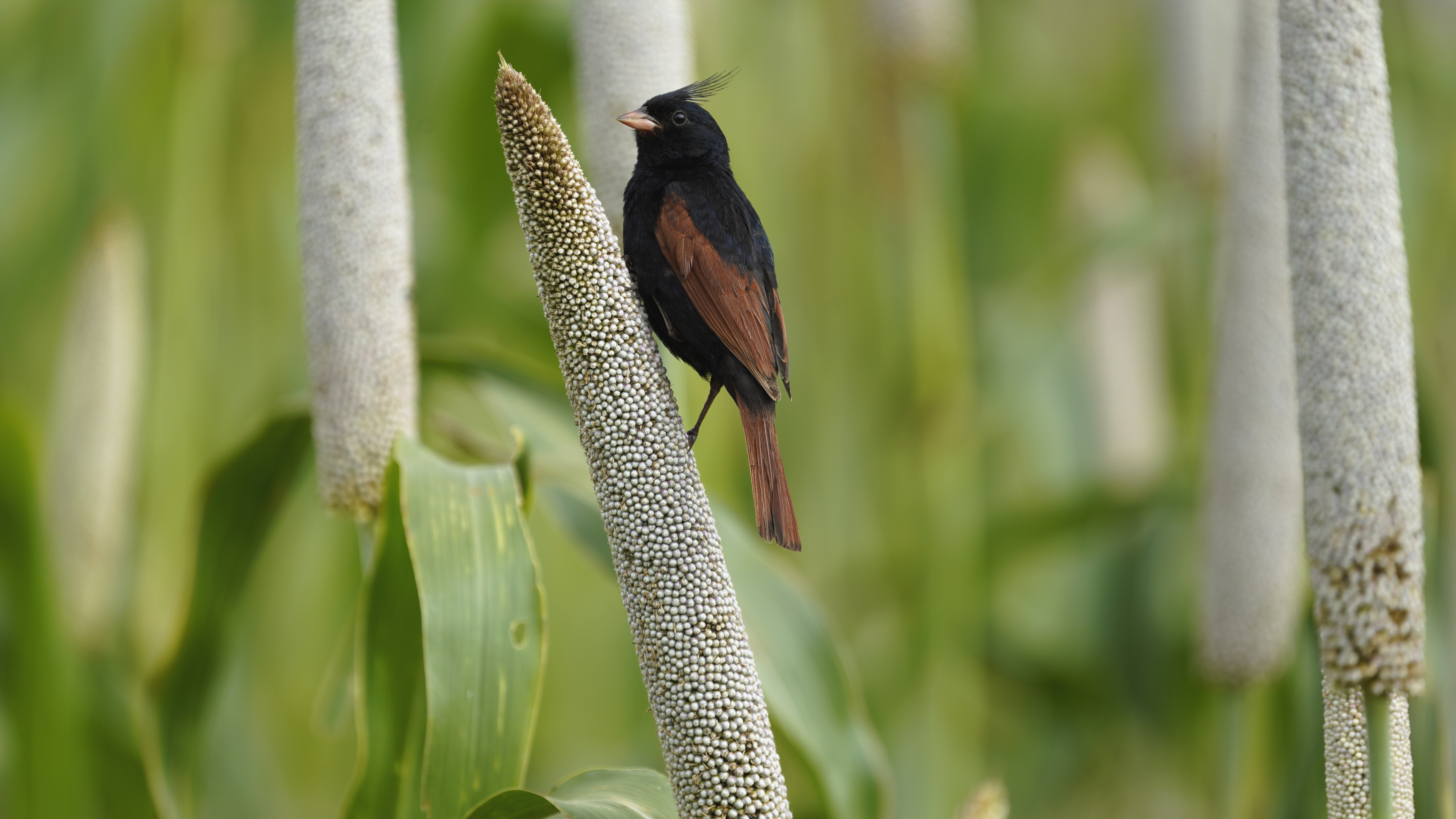
浦那, 印度